# Ovidy Karuru
Ovidy Karuru (Harare, 23 januari 1989) is een Zimbabwaanse voetballer. Hij is een middenvelder en staat sinds 2012 onder contract bij Oud-Heverlee Leuven.

## Carrière

### Masvingo United
Ovidy Karuru voetbalde in zijn geboorteland verscheidene jaren voor de jeugd van Masvingo United alvorens zijn debuut te maken in het eerste elftal. De polyvalente middenvelder kreeg er regelmatig speelkansen en maakte indruk op buitenlandse scouts. Met Masvingo won hij bovendien twee keer op rij de beker. In maart 2008 mocht hij bij Newcastle United gaan testen, maar hij kreeg er geen contract.

### Gunners
In januari 2009 stapte Karuru over naar Gunners FC. De Zimbabwaanse jeugdinternational scoorde er 8 keer in 19 wedstrijden en versierde er in de zomer van 2009 een transfer naar de Franse Ligue 1.

### Boulogne
Karuru tekende een contract bij de Franse eersteklasser Boulogne, waar hij een ploegmaat werd van onder meer Grégory Thil, Johann Ramaré en Olivier Kapo. Een sportief succes werd het niet. Boulogne degradeerde in 2010 naar Ligue 2, waar het eerst in de middenmoot eindigde en vervolgens voorlaatste. In 2012 zakte de club naar de Championnat National.

### OH Leuven
Eind augustus 2012 legde Karuru met succes medische testen af bij Oud-Heverlee Leuven. De middenvelder tekende een contract voor twee seizoenen, met een optie op een derde. Op 15 september maakte hij zijn officieel debuut voor OHL. Karuru mocht tegen Zulte Waregem invallen voor Evariste Ngolok. Op 20 oktober maakte hij zijn eerste doelpunt voor Leuven. OHL won met 4-1 van Club Brugge, Karuru scoorde het laatste doelpunt.

## Statistieken
| Seizoen | Club                | Competitie            | Wed. | Goals |
| ------- | ------------------- | --------------------- | ---- | ----- |
| 2006    | Masvingo United     | Premier Soccer League | 5    | 1     |
| 2007    | Masvingo United     | Premier Soccer League | 14   | 4     |
| 2008    | Masvingo United     | Premier Soccer League | 22   | 10    |
| 2009    | Gunners FC          | Premier Soccer League | 19   | 8     |
| 2009/10 | US Boulogne         | Ligue 1               | 14   | 1     |
| 2010/11 | US Boulogne         | Ligue 2               | 25   | 3     |
| 2011/12 | US Boulogne         | Ligue 2               | 30   | 6     |
| 2012/13 | US Boulogne         | Championnat National  | 4    | 0     |
| 2012/13 | Oud-Heverlee Leuven | Jupiler Pro League    | 21   | 1     |
| 2013/14 | Oud-Heverlee Leuven | Jupiler Pro League    | 16   | 0     |
| 2014/15 | Kaizer Chiefs       | ABSA Premiership      | 1    | 0     |
| 2015/16 | Kaizer Chiefs       | ABSA Premiership      | 4    | 0     |
| 2016/17 | AmaZulu FC          | ABSA Premiership      | 0    | 0     |
| 2017/18 | AmaZulu FC          | ABSA Premiership      | 25   | 3     |
| TOTAAL  | TOTAAL              | TOTAAL                | 200  | 37    |

## Nationale ploeg
Sinds 2008 wordt Karuru regelmatig geselecteerd voor de nationale ploeg van Zimbabwe. In 2009 nam hij met zijn land deel aan de African Championship of Nations. Op 4 september 2011 scoorde hij zijn eerste interlandgoal. Tegen Liberia won zijn land toen met 3-0, Karuru scoorde het tweede doelpunt.
1 Leysen ·
3 Shlomo ·
5 Ngawa ·
6 Dom ·
7 Thorsteinsson ·
8 Schrijvers ·
9 Brunes ·
10 Holzhauser ·
11 Banzuzi ·
13 Kiyine ·
14 Ricca ·
15 N'Dri ·
16 Prévot ·
17 Mueanta ·
18 Miguel ·
20 Mendyl ·
21 Opoku ·
22 Calut ·
23 Schingtienne ·
28 Pletinckx ·
33 Maertens  ·
37 Taildeman ·
38 Ravet ·
43 Nsingi ·
52 Sagrado ·
77 Vlietinck ·
88 Maziz ·
Coach: García